# Terenci Moix
Terenci Moix (właśc. Ramon Moix Messeguer; ur. 5 stycznia 1942 w Barcelonie, zm. 2 kwietnia 2003 tamże) – hiszpański pisarz tworzący w języku katalońskim i hiszpańskim.

## Kariera literacka
W wieku 14 lat rzucił szkołę i opuścił rodzinny dom. Od 16 roku życia był uzależniony od papierosów. W 1963 przeprowadził się do Paryża, w latach 1964-1966 mieszkał w Londynie. Swoją pierwszą powieść, „Besaré tu cadáver”, opublikował w wieku 16 lat pod pseudonimem Ray Soler. Popularność przyniosło mu dzieło „La torre dels vicis capitals”, za które otrzymał w 1967 roku nagrodę Víctor Català. Rok później zdobył nagrodę Josepa Pla za „Onades sobre una roca deserta”. W połowie lat 60. wrócił do Barcelony. Dwukrotny laureat nagrody krytyków „Serra d’Or”: w 1970 wygrał za „El dia que va morir Marilyn”, a w 1973 za „Siro o la increada consciència de la raça”. W 1971 za powieść „La increada consciència de la raça” zdobył nagrodę Prudenciego Bertrany. W 1986 otrzymał Premio Planeta za książkę „No digas que fue un sueño”, która została sprzedana w milionie egzemplarzy. W późniejszych latach inspirował swoje prace starożytnym Egiptem, np. „El sueño de Alejandria” (1988), „El amargo don de la Bellezza” (1996) i „El arpista ciego” (2002). W latach 90. napisał swoją autobiografię w trzech tomach, zatytułowaną „El peso de la paja”. Za satyryczną powieść „El sexe dels àngels” zdobył nagrodę Ramona Llulla w 1992 i Lletra d’Or w 1993.
Jego dzieła były tłumaczone na norweski, portugalski i francuski.

## Dalsze losy
Zmarł 2 kwietnia 2003 w Barcelonie na rozedmę płuc. Jego szczątki zostały rozrzucone w Aleksandrii i Deir el-Medina.

## Upamiętnienie
W 2005 zaczęto przyznawać nagrody literackie im. Terenciego Moixa, jednakże w 2014 zawieszono ich przyznawanie po śmierci siostry pisarza.

## Życie prywatne
Był gejem i ateistą. Jego siostra Anna Maria (1947-2014) również była pisarką.

## Literatura dodatkowa
- Pere Gimferrer. La puixança abassegadora dels llibres inicials. „La Vanguardia”, s. 43, 2003-04-03. (kat.).